# Großer Valkastiel
Großer Valkastiel är en bergstopp i Österrike.   Den ligger i distriktet Bludenz och förbundslandet Vorarlberg, i den västra delen av landet, 500 km väster om huvudstaden Wien. Toppen på Großer Valkastiel är 2 449 meter över havet, eller 166 meter över den omgivande terrängen. Bredden vid basen är 1,7 km.
Terrängen runt Großer Valkastiel är huvudsakligen mycket bergig. Närmaste större samhälle är Bludenz, 6,1 km norr om Großer Valkastiel. 
Trakten runt Großer Valkastiel består i huvudsak av gräsmarker. Runt Großer Valkastiel är det ganska glesbefolkat, med 47 invånare per kvadratkilometer.